# Adjectif numéral en français
En grammaire française moderne, un mot composant l’écriture d’un nombre est classifié, selon les grammairiens, comme un adjectif numéral ou comme un déterminant indéfini numéral. On distingue deux sous-catégories principales de numéraux : les numéraux cardinaux utilisés pour désigner une quantité et les numéraux ordinaux utilisés pour désigner la position numérique d’un élément dans une liste. Par ailleurs, on peut également prendre en considération les adjectifs multiplicateurs et fractionnaires.
Un adjectif numéral est parfois nominalisé :
- Le premier de la classe a été félicité.
 L'adjectif numéral premier est nominalisé.

## Divergence de classification
Selon Riegel, Pellat et Rioul :  « Bien qu’ils aient été longtemps regroupés sous la même étiquette « adjectivale », les adjectifs et les déterminants constituent deux catégories grammaticales qui ont un fonctionnement radicalement différent à tous égards. »

## Adjectif numéral cardinal
L'adjectif numéral cardinal exprime une quantité :
- Les contes des mille et une nuits. Tu as mangé les deux gâteaux.

### Quelques règles orthographiques
- Il existe deux règles d'écriture pour le trait d'union des adjectifs numéraux
- Le numéral cardinal mille est toujours invariable. 
 Il ne faut pas le confondre avec le mille marin (unité de distance, équivalant à 1 852 m), ni avec le mile anglo-saxon (unité de distance également, équivalant à 1 609 m), qui tous deux, en tant que noms, sont par conséquent variables : 
 Le navire a parcouru mille milles (1 000 milles).
- Vingt et cent multipliés prennent un s lorsqu'ils terminent le numéral cardinal : 
 Vingt euros, vingt et un euros, quatre-vingts euros, quatre-vingt-deux euros… 
 Cent euros, trois cents euros, quatre cent un euros, cinq cent douze euros… 
 Cela dit millier, million, milliard, billion, etc., sont des noms communs, tandis que mille est un numéral cardinal. Ainsi : 
 Quatre-vingt mille. Deux cent mille. Mais: Quatre-vingts millions. Deux cents milliards.
- Le numéral cardinal un est omis devant cent et mille 
 Six cent mille cent euros. 
Cinq cents millions deux mille euros.
- Les noms communs million, milliard   suivent les règles d'accord des noms communs, de même que dizaine, centaine, millier, etc. Ils sont de plus actualisés par un déterminant : 
 Il y a des milliards d'étoiles dans le ciel. Je pense aux millions d'euros qu'il a gaspillés.

### Principaux numéraux cardinaux
Les dix-sept premiers cardinaux sont les suivants (un, qui se confond avec l'article indéfini, est le seul à varier en genre). Lorsqu'il compose le dernier terme d'un adjectif numéral, il s'accorde également en genre, comme dans les exemples suivants : Mille et une nuits ; mille une pattes ; cent une façons.
- Zéro ; un (une) ; deux ; trois ; quatre ; cinq ; six ; sept ; huit ; neuf ; dix ; onze ; douze ; treize ; quatorze ; quinze ; seize.
  - Zéro est généralement analysé comme un nom. Il est vrai qu'on trouve plus naturel, et correct, de dire : « Il n'y a pas de livre(s) sur la table » ou « Il n'y a aucun livre sur la table », plutôt que : « Il y a zéro livre sur la table », même si le langage scolaire enfantin utilise volontiers des expressions telles que « J'ai fait zéro faute à ma dictée ».

Après seize, on trouve :
- Dix-sept ; dix-huit ; dix-neuf
- Vingt ; vingt et un ; vingt-deux ; vingt-trois ; vingt-quatre…
- Trente ; trente et un ; trente-deux ; trente-trois…
- Quarante… cinquante… soixante…
- Soixante-dix [ou septante] ; soixante et onze ; soixante-douze ; soixante-treize…
- Quatre-vingts [ou huitante, ou octante] ; quatre-vingt-un ; quatre-vingt-deux ; quatre-vingt-trois…
- Quatre-vingt-dix [ou nonante] ; quatre-vingt-onze ; quatre-vingt-douze ; quatre-vingt-treize…
- Cent ; cent un ; cent deux ; cent trois ; cent quatre ; cent cinq…
- Cent seize ; cent dix-sept ; cent dix-huit ; cent dix-neuf ; cent vingt ; cent vingt et un ; cent vingt-deux…
- Deux cents ; deux cent un ; deux cent deux ; deux cent trente-six ; deux cent quatre-vingt-dix-sept…
- Trois cents ; quatre cents ; cinq cents ; six cents ; sept cents ; huit cents ; neuf cents…
- Mille ; mille un ; mille deux ; mille trois ; mille cent [onze cents] ; mille deux cents [douze cents] ; mille deux cent un [douze cent un] ; mille trois cent cinquante-quatre ;
- Mille trois cent quatre-vingts [treize cent quatre-vingts] ; deux mille ; trois mille ; cent mille ; deux cent mille ; quatre cent mille ; six cent mille trois cent deux…
- Un million ; un million huit mille cent quatre-vingts ; deux millions ; trois millions ; quatre cents millions…
- Un milliard ; un milliard vingt-deux millions quatre cent cinquante mille soixante et onze ; quatre-vingts milliards…
- etc.

### Remarque d'ordre phonétique et morphologique
Du point de vue de la prononciation, il y a généralement disjonction devant les numéraux cardinaux commençant par une voyelle. En conséquence, enchaînements, élisions et liaisons sont normalement évités entre tout mot-outil et un numéral cardinal :
- Le un a gagné la course.
  - Et non pas : L'un a gagné la course.

## Adjectif numéral ordinal
L'adjectif numéral ordinal exprime un ordre, un classement :
- Le troisième homme.

### Morphologie de l'ordinal
Les numéraux ordinaux ont la forme suivante : premier (pour un), second ou deuxième (pour deux) ; après deux, l'ordinal se construit à partir du cardinal auquel on ajoute le suffixe « -ième » : troisième (pour trois), quatrième (pour quatre), etc. ainsi que dernier.
- L’emploi du numéral ordinal pour le cardinal zéro est rare; la forme zéroième est cependant attestée[3].
- « Dernier », qui vient tout naturellement compléter la série des numéraux ordinaux, est un adjectif qualificatif ou un nom.
- Selon certains grammairiens on emploierait plutôt second quand il n'y a que deux choses ou personnes[4]. Même si deuxième et second sont considérés généralement comme synonymes, seul deuxième est utilisé dans les ordinaux composés (« vingt-deuxième », et non « vingt-second »). Si l'usage actuel, dans un style soutenu, préfère second à deuxième lorsque l'idée de rang n'est pas prépondérante ou que deux objets seulement sont considérés, l'analyse historique est différente :

Second apparaît en 1119 et deuxième en 1306. Certains grammairiens ont suggéré de marquer cette distinction que déjà Littré trouvait arbitraire : 

« 1. Second se met toujours avant son substantif, excepté quand on parle d'un tome, d'un livre, d'un chant, où l'on peut le mettre avant ou après : le tome second, ou le second tome, le second livre ou le livre second de Télémaque, le second chant ou le chant second de l'Iliade.

2. Deuxième était peu employé au XVIIe siècle ; cependant on le trouve dans Balzac : Aristippe. Discours deuxième, édit. 1658 ; dans Descartes : La deuxième objection n'est qu'une supposition…. Réponse aux instances de Gassendi, 4 ; dans la Fontaine : Le premier [ail] passe, aussi fait ce deuxième, Paysan ; et dans Bossuet : Deuxième point, 1er sermon sur la Providence.

3. Deuxième ne se dit guère (si ce n'est dans les nombres composés : vingt-deuxième, cent-deuxième, etc.) ; c'est second qu'on emploie le plus souvent. En faveur de deuxième, on a prétendu qu'il valait mieux que second, pourvu que le nombre des objets dépassât deux, second terminant une énumération après premier, et deuxième indiquant qu'il sera suivi de troisième, etc. Mais cette raison, tout arbitraire, laisse prévaloir l'usage. »

Pour l’Académie française, pour toutes les éditions du dictionnaire jusqu’à celle de 1935, on avait : « février : le second mois de l’année » ; « lundi : le second jour de la semaine » et « personne : se dit aussi relativement à la conjugaison des verbes. La première, la seconde, la troisième personne du singulier, du pluriel ». Mais à la neuvième édition, c’est deuxième qui s’est imposé pour ces trois entrées, car devenu désormais plus courant, second étant considéré comme appartenant à la langue soignée. À la page Questions de langue, article Deuxième, second :

« Longtemps, second a été la forme la plus courante, et certains grammairiens prétendaient réserver l’usage de deuxième aux cas où la série comprenait plus de deux éléments ; lorsque l’emploi de second s’est fait plus rare, on a voulu le réduire aux cas où la série ne comprend que deux éléments. Littré, déjà, contestait cette distinction qui jamais ne s’est imposée dans l’usage, même chez les meilleurs auteurs.
L’unique différence d’emploi effective entre deuxième et second est que second appartient aujourd’hui à la langue soignée, et que seul deuxième entre dans la formation des ordinaux complexes (vingt-deuxième, etc.). »

Pour le Trésor de la langue française :

« Second et deuxième peuvent être employés l'un à la place de l'autre, sauf dans les syntagmes figés, les locutions et les adjectifs numéraux ordinaux composés (où second n'est jamais employé). Second est plus utilisé dans la langue soutenue, deuxième dans la langue courante ou technique. Selon certains grammairiens, second est préféré à deuxième quand il n'y a que deux personnes ou deux choses qui sont considérées (les suites du type premier, deuxième, troisième… sont plus fréquentes que les suites du type premier, second, troisième…). Second est plus rare que deuxième dans les suites strictement temporelles ou spatiales. »

L’usage a toujours ignoré ces distinctions que des théoriciens pointilleux ont voulu établir : dans les chemins de fer, on a toujours parlé de seconde classe (même quand il existait encore la troisième classe). Dans l’armée, on parle d’un soldat de deuxième classe, et il n’y a pas de troisième classe. Dans les charades, on dit « Mon second… ». Très tôt dans l’automobile « on passe la seconde ». En mathématiques, on parle d’équation du second degré, de dérivée seconde. À l'école, on passe de la classe de troisième à la classe de seconde (quand le lycée commençait dès la classe de sixième)… Le Bon usage de Grevisse cite également de nombreux exemples historiques.
- L'adjectif numéral ordinal se combine obligatoirement avec un déterminant. De plus, il varie en genre et en nombre :
  - Le premier oiseau. La première hirondelle. Les premiers oiseaux. Les premières hirondelles.
- Du point de vue de la prononciation, et à l'instar des cardinaux, il y a généralement disjonction devant les ordinaux commençant par une voyelle :
  - Le onzième a gagné la course.
- Les premiers ordinaux, les plus employés, connaissaient jadis d'autres formes : « prime » (pour premier / première) ; « tiers / tierce » (pour troisième) ; « quart » (pour quatrième) ; etc. « Second » appartient à cette suite de nombres ordinaux. Mais, à l'exception de « second », ces formes ne survivent aujourd'hui que dans certaines locutions :
  - De prime abord ; le tiers-monde ; la fièvre quarte ; Charles Quint, etc.
  - En musique, pour les intervalles. Seconde ; tierce ; quarte ; quinte ; sixte.
  - On notera que « tiers » et « quart » sont toutefois utilisés comme fractionnaires.

### Cardinal substitué à l’ordinal
- Le cardinal est souvent employé en lieu et place de l’ordinal (surtout quand il s’agit d’un grand nombre). Dans ce cas, ce cardinal à valeur d’ordinal reste invariable (sauf parfois : un - une) :
  - Chapitre un, page vingt-et-un ou vingt-et-une (avec traits d'union : à la différence de l'adjectif numéral cardinal dans le vingt et un juin), Louis quatorze, acte cinq, etc.
    - au lieu de « chapitre premier », « Louis, le quatorzième », « acte cinquième », etc., mais :

  - Titre premier, Titre deux, etc.
    - au lieu de « Titre un ».
- Dans le cas d’un cardinal ayant valeur d’un ordinal (notamment dans le cas des dates), cent et vingt sont toujours invariables. Par ailleurs, et exclusivement dans les dates, on peut remplacer mille par mil :
  - Page deux cent. Page quatre-vingt. L'an mille neuf cent. L'an mil neuf cent.

### Remarques
L'adjectif numéral ordinal est un adjectif qualificatif, il accepte toutes les fonctions de cette catégorie (épithète, apposé, attribut) :
- Bob, toujours premier de sa classe, est un très bon élève (apposé). Il est premier de sa classe (attribut).
- L'adjectif numéral ordinal au féminin peut servir à la formation de certains adverbes terminés en « -ment » :
  - Premièrement, deuxièmement, troisièmement, quatrièmement…

En abrégé, cela peut donner 1o, 2o, 3o … pour primo, secundo, tertio… (origine latine). Le signe supérieur est la lettre o, et non un zéro, ni le signe degré °. Le wikicode peut être {{o}}.

## Orthographe

### Ancienne orthographe
Dans les numéraux inférieurs à 100, il faut mettre un trait d'union entre les unités et les dizaines, sauf si elles sont unies par « et » :
- Dix-sept, vingt et un, trente-deux, cinquante et un, soixante-dix, quatre-vingt-quinze...
- Dix-septième, vingt et unième, ...
- Le segment « et un » ou « et une » (sans trait d'union) ne se retrouve qu'après vingt, trente, quarante, cinquante, soixante, septante, huitante et nonante ; et le « et » tout seul, seulement dans soixante et onze :
- Quarante et une semaines, vingt-deux mois, quatre-vingt-une leçons, quatre-vingt-onze jours, ...

### Nouvelle orthographe
D'après le § II.1 du rapport du Conseil supérieur de la langue française — publié dans les documents administratifs du Journal officiel (JO) de la République française, du 6 décembre 1990 — afin, d'une part, d'unifier et de simplifier l'orthographe des numéraux (cardinaux, et par voie de conséquence, ordinaux), d'autre part, d'éviter de confondre, par exemple soixante-et-un tiers (61 × 1/3) et soixante et un tiers (60 + 1/3), le trait d'union peut désormais être utilisé dans l'orthographe des nombres complexes supérieurs ou inférieurs à « cent », même avant et après « et » :
- Trois-cent-mille-cinq-cent-soixante-quatre (trois cent mille cinq cent soixante-quatre).
- Deux-mille-trois-cent-soixante-et-onze (deux mille trois cent soixante et onze).
- Concernant cette généralisation du trait d'union, il convient de noter que certains ouvrages de grammaire — notamment, Le bon usage (de Grevisse et Goosse, aux Éditions DeBoeck Duculot) — estiment que le trait d'union ne se met « ni avant ni après million et milliard, qui sont des noms » (trois millions cinq-cent-soixante-quatre plutôt que trois-millions-cinq-cent-soixante-quatre). Cela contredit le rapport officiel qui parle de « numéraux » (sans dire que seuls les adjectifs numéraux seraient concernés, et pas les noms numéraux) et d'autres sources[9],[10].

### Abréviation des ordinaux
Un adjectif ordinal est un adjectif indiquant le rang d'un élément au sein d'un ensemble. L'abréviation des adjectifs ordinaux consiste à faire suivre le nombre écrit en chiffres arabes ou romains d'une, de deux ou de trois lettres minuscules, si possible placées en exposant, qui correspondent aux lettres finales des adjectifs,,,,.
- Premier, premiers, première, premières donnent respectivement : 1er, 1ers, 1re, 1res.
- Second, seconde, seconds, secondes donnent : 2d, 2de, 2ds, 2des.
- Deuxième, deuxièmes donnent : 2e, 2es, de même pour les ordinaux suivants.

Ces règles s'appliquent également aux nombres romains : le XXIe siècle.
Seule l'expression énième (ou n-ième) se note sous la forme nième.

## Adjectifs numéraux multiplicateurs et fractionnaires
On distingue en outre, les adjectifs numéraux multiplicateurs (simple, double, triple, etc.) et fractionnaires (demi, tiers, quart, etc.). En ce qui concerne ces derniers, après quart, c'est le numéral ordinal qui est utilisé (cinquième, sixième, etc.) :
- Un triple saut. Un demi-litre de lait. Une demi-heure. Coup double.
  - En fait, chacun de ces numéraux peut être analysé, soit comme un adjectif qualificatif (simple, double, triple, etc.), soit comme le constituant d'un mot composé avec trait d'union (demi-heure, demi-portion, etc.), soit comme un quantificateur (un quart de, un tiers de, etc.).